# Iphiseiodes setillus
Iphiseiodes setillus är en spindeldjursart som beskrevs av Gondim Jr. och Moraes 200. Iphiseiodes setillus ingår i släktet Iphiseiodes och familjen Phytoseiidae. Inga underarter finns listade i Catalogue of Life.